# 長田雅人
長田 雅人（おさだ まさひと、1962年2月1日 - ）は、日本の指揮者。

## 人物・来歴
山梨県甲府市出身。
東京音楽大学にてファゴットを霧生吉秀、菅原眸の各氏に、桐朋学園大学にて指揮法を小澤征爾、秋山和慶、尾高忠明の各氏に師事。
1990年、ウィーン留学。オーストリアで開かれたワークショップ「20世紀の音楽」へ参加し、ミュルツタラーカンマーオーケストラを指揮。
帰国後、JMJ（青少年音楽祭）、仙台フィルハーモニー管弦楽団、札幌交響楽団、東京シティ・フィルハーモニック管弦楽団、大阪交響楽団等を指揮し、東京室内歌劇場において副指揮者を務めた。
1994年、フランスで行われた「若い音楽家のための国際コンクール・指揮部門」入賞。
2004年、ベトナム国立交響楽団コンサートに客演指揮、翌年同交響楽団定期演奏会デビュー。
ミュージカルにおいては東宝ミュージカル「シー・ラヴズ・ミー」日本初演、「南太平洋」を指揮した。
合唱指揮者としての活動も多く、東京アカデミー合唱団、ホテルオークラ第九、また小泉和裕、エリアフ・インバルといった指揮者のもと、東京都交響楽団による定期公演、第九公演、またマーラー・ツィクルス等において合唱指揮者を務めた。
現在、オーケストラ・ダスビダーニャ常任指揮者、甲府室内合奏団常任指揮者、室内オーケストラと合唱によるアゴラ指揮者、SJPO（品川ジュニアフィルハーモニーオーケストラ）音楽監督、サタデーコーラス指揮者、東京アカデミー合唱団指導者を務める。

## ディスコグラフィ
- マーラー交響曲第2番「復活」（演奏:東京都交響楽団、指揮:エリアフ・インバル、合唱指揮:長田雅人）（オクタヴィア・レコード）